# Moczydlnica Klasztorna
Moczydlnica Klasztorna (niem. Mönchmotschelnitz) – wieś w Polsce położona w województwie dolnośląskim, w powiecie wołowskim, w gminie Wińsko.

## Historia
W latach 1954–1959 wieś należała i była siedzibą władz gromady Moczydlnica Klasztorna, po jej zniesieniu w gromadzie Krzelów. W latach 1975–1998 miejscowość administracyjnie należała do województwa wrocławskiego.

## Zabytki
Do wojewódzkiego rejestru zabytków wpisane są:
- kościół parafialny pw. Niepokalanego Poczęcia Najświętszej Marii Panny, gotycki z XV w. na miejscu starszego, wzmiankowanego już w 1284 r. Przebudowany w XVIII w. Barokowy wystrój z XVIII w.[5] Przebudowany w l. 1908–1909
- zespół pałacowy, rezydencja opatów lubiąskich:
  - pałac, obecnie ruina, z końca XVII w., przebudowany w XIX w., będącego letnim pałacem opatów lubiąskich do 1810 r. Po sekularyzacji przebudowany. Budynek murowany, piętrowy, na planie wydłużonego prostokąta. Znajdujący się w pałacu malowany drewniany strop wykonany przez warsztat Michaela Willmanna około 1697–1700 został zdemontowany i złożony w składnicy muzealnej[5].
  - park, z XVIII-XIX w., na jego terenie:
    - kaplica grobowa, z drugiej połowy XIX w.

inne zabytki:
- folwark
- figura św. Jana Nepomucena
- cmentarz poniemiecki, używany również w pierwszych latach po 1945 r.

## Urodzeni
- W 1866 we wsi urodził się Hellmut von Gerlach, niemiecki dziennikarz i polityk.